# 文殊师利佛土严净经
《文殊师利佛土严净经》，西晋竺法护翻译的佛教经典，与《大宝积经》第十五文殊师利授记会异译，讲述文殊菩萨的功德及其成佛后之净土庄严。经中云：“菩萨自往昔那由他阿僧祇劫以来，发十八种大愿，严净佛国，当来成佛，称为普现如来，其佛土在南方，号离尘垢心世界、无垢世界、清净无垢宝窴世界。”